# Arnold Wirtgen
Arnold Wirtgen (* 24. Juni 1926 in Rodenbach; † 18. Dezember 2013 in Ehlscheid) war ein deutscher Beamter und Militärhistoriker. Er begründete die Wehrtechnische Studiensammlung in Koblenz und war Vorsitzender der Deutschen Gesellschaft für Heereskunde.

## Leben
Wirtgen, der Diplom-Verwaltungswirt wurde, trat 1941 in die Laufbahn des gehobenen Dienstes in Neuwied ein. Er wurde 1943 zum Kriegsdienst eingezogen und erhielt als Soldat das Eiserne Kreuz 1. Klasse. Wirtgen geriet in US-amerikanische Kriegsgefangenschaft, wo er bis 1946 verblieb.
Nach dem Zweiten Weltkrieg wurde er wieder Beamter im gehobenen Dienst. 1960 erhielt er die Versetzung nach Koblenz an das Bundesamt für Wehrtechnik und Beschaffung (BWB). 1975 wurde dann unter seiner Mitwirkung die Wehrtechnische Studiensammlung (WTS) aus der Wehrtechnischen Dienststelle 91 nach Koblenz verbracht. Er stieg später in den höheren Dienst auf, zuletzt Regierungsdirektor, und war 1982 federführend an der Zugänglichmachung der Sammlung für die Öffentlichkeit beteiligt. Sein Sohn Rolf Wirtgen (* 1954), ebenfalls Militärhistoriker, wurde sein Nachfolger als Leiter in Koblenz.
Auf dem zweiten Bildungsweg studierte er ab 1975 Geschichte (Militär-, Wirtschafts- und Sozialgeschichte), Wehrwissenschaften und Kunstgeschichte und wurde 1988 beim Militärhistoriker Werner Hahlweg an der Philosophischen Fakultät der Westfälischen Wilhelms-Universität in Münster mit der bei E.S. Mittler & Sohn erschienenen Dissertation Die preussische Bewaffnungsreform 1807 bis 1813 in ihren Auswirkungen auf die Armee zum Dr. phil. promoviert.
Darüber hinaus war Wirtgen von 1986 bis 1998 Vorsitzender der Deutschen Gesellschaft für Heereskunde und Autor von Studien zu preußischen Feuerwaffenkunde. Für sein Schaffen wurde er mit dem Bundesverdienstkreuz 1. Klasse geehrt.

## Schriften (Auswahl)
- Handfeuerwaffen und preussische Heeresreform 1807 bis 1813 (= Wehrtechnik und wissenschaftliche Waffenkunde, Band 3). Mittler, Herford u. a. 1988, ISBN 3-8132-0292-5.
- Hrsg. mit Andrea Theissen: Militärstadt Spandau. Zentrum der preußischen Waffenproduktion 1723 bis 1918. Brandenburgisches Verlagshaus, Berlin 1998, ISBN 3-89488-129-1.
- Die preußischen Handfeuerwaffen. Modelle, Manufakturen, Gewehrfabriken 1814 bis 1856. Steinschloß- und Perkussionswaffen (= Wehrtechnik und wissenschaftliche Waffenkunde, Band 16). Bernard & Graefe, Bonn 2004, ISBN 3-7637-6250-7.